# Triglachromis
Triglachromis is een monotypisch geslacht van straalvinnige vissen uit de familie van de cichliden (Cichlidae).

## Soort
- Triglachromis otostigma (Regan, 1920)